# Euglenidă
Euglenidele sau euglenoidele sunt un grup de eucariote mastigofore (organisme unicelulare dotate cu un flagel), ce fac parte din încrengătura Euglenozoa, clasa Euglenida sau Euglenoidea. Euglenidele sunt găsite adesea în apă dulce, în special atunci când aceasta este bogată în material organic, însă unii membrii ai grupului se pot găsi și în apă sărată ori trăiesc un stil de viață endosimbiot. Multe euglenide se hrănesc prin fagocitoză sau prin difuziune. Un sub-grup de euglenoide, Euglenophyceae, prezintă cloroplast, creându-și propria hrană prin intermediul fotosintezei. În acest scop, acestea se folosesc de glucida paramilon.